# Богорад Яків Йосипович
Яків Йосипович Богорад(1879 — 12 грудня 1941, Сімферополь) — композитор, обробник музичних творів та музичний педагог, капельмейстейр 51-го Литовського полку. Випускник Варшавського музичного інституту, понад 40 років працював у музичній школі Сімферополя, ведучи теоретичні предмети і клас духових інструментів. За своє життя зробив сотні оркестровок.

## Біографія
Народився в родині вчителя початкових класів. У дитинстві оволодів грою на флейті.
Закінчив Варшавський консерваторію в 1900 році, флейтист за фахом, отримав два дипломи військового капельмейстера і вчителя музики.
У 1900–1903 роках служив у 160-му Абхазькому піхотному полку в Гомелі.
У 1903 році переїхав до Сімферополя, де створив видавництво (Бюро військової інструментовки «Богорад і К°»), в якому друкували нові твори для духових оркестрів. До більшовицького перевороту 1917 р. це було одне з найпопулярніших музично-видавничих підприємств.
Він був прекрасним обробником творів, композитором і талановитим педагогом. Серед його учнів:
- професори, викладачі А. Л. Стасевич, А. А. Федотов,
- композитор, народний артист СРСР, директор Великого театру СРСР Михайло Чулакі.
- Г. М. Калінковіч — полковник військовий диригент, професор Московського Інституту військових диригентів автор багатьох п'єс для духового оркестру.
- Григорій Самойлович Нагорний — один з перших учнів Я. И. Богорада, флейтист, перший кримський військовий капельмейстер.

Я. Богорад був розстріляний німецькими нацистами у числі інших євреїв Сімферополя 12-13 грудня 1941 у протитанковому рову на 11-му кілометрі Феодосійського шосе.

## Марш «Прощання Слов'янки»
Відомо, що 1912 року до Я. Богорада приїздив В. І. Агапкін з попередніми нотаціями маршу «Прощання Слов'янки». Богорад дописує і видає марш у Сімферополі.  Стосовно назви маршу — 51-й Литовський полк при якому Яків Богорад був капельмейстером був розташований на річці Слов'янка, то ж чи не ця назва лягла в основу назви маршу? Марш «Прощання Слов'янки» дуже схожий на марш Я. Богорада «Тоска о Родине», який був написаний до 1912 р. 